# Moissac-Bellevue
Moissac-Bellevue è un comune francese di 284 abitanti situato nel dipartimento del Var della regione della Provenza-Alpi-Costa Azzurra.

## Società

### Evoluzione demografica
Abitanti censiti